# Colours in the Sun
Colours in the Sun è il settimo album in studio del gruppo musicale australiano Voyager, pubblicato il 1º novembre 2019 dalla Season of Mist.

## Descrizione
L'album rappresenta una novità da parte del gruppo, con il frontman Danny Estrin che lo ha definito il «più trascendente, stratificato ed effervescente» da loro mai scritto. «È pop, ma ha ancora peso con riff croccanti e potenti. È un vero riflesso dei Voyager – cinque individui con radici diverse che si uniscono e creano un suono unico sotto il sole australiano». I dieci brani presentano infatti una maggiore integrazione di elementi pop al loro caratteristico progressive metal (avvertibili soprattutto nella seconda metà dell'album), con una maggiore attenzione alla melodia da parte di Estrin che ha aggiunto molti elementi di ispirazione new wave e synth pop anni ottanta. Non mancano tuttavia sezioni più pesanti che sfociano dal metalcore fino al djent.
Il quinto brano Entropy ha visto inoltre la partecipazione vocale del cantante norvegese Einar Solberg, frontman dei Leprous.

## Tracce
Testi di Danny Estrin, musiche dei Voyager, eccetto dove indicato.
1. Colours – 4:04
2. Severomance – 4:22
3. Brightstar – 4:31
4. Saccharine Dream – 5:27
5. Entropy (feat. Einar Solberg) – 4:42 (musica: Voyager, Einar Solberg)
6. Reconnected – 4:47
7. Now or Never – 1:38
8. Sign of the Times – 3:46
9. Water Over the Bridge – 4:42
10. Runaway – 4:38

## Formazione
Hanno partecipato alle registrazioni, secondo le note di copertina:
Gruppo
- Alex Canion – basso, voce
- Ashley Doodkorte – batteria
- Simone Dow – chitarra
- Danny Estrin – voce, tastiere
- Scott Kay – chitarra

Altri musicisti
- Einar Solberg – voce aggiuntiva (traccia 5)

Produzione
- Voyager – produzione
- Matthew Templeman – produzione, registrazione batteria, chitarra e basso
- Aidan Barton – registrazione e produzione parti vocali, registrazione tastiera
- Danny Estrin – registrazione e produzione parti vocali
- Ihsahn – registrazione voce di Solberg
- Simon Struthers – mastering
- Ashley Doodkorte – artwork, design, impaginazione